# Nostalgie (Schiff, 1928)
Die Nostalgie ist ein deutsches Fahrgastschiff.

## Geschichte
Das Schiff wurde 1928 auf der Schiffswerft Clausen in Oberwinter gebaut. Es trug zeitweise den Namen Rheingold und gehörte Franz Hartmann & Sohn in Bingen. Laut Rheinschiffsregister 1956 war die Rheingold 20,24 Meter lang und 4,08 Meter breit, hatte einen Tiefgang von 0,9 Metern und wurde durch eine 1943 gebaute Maschine von Klöckner-Humboldt-Deutz angetrieben, die 120 PS leistete. Möglicherweise wechselte das Schiff vor 1975 seinen Namen. Günter Benja führt jedenfalls in seinem 1975 erschienenen „Vollständigen Verzeichnis aller Fahrgastschiffe und -dienste“ kein passendes Schiff namens Rheingold auf.
1992 kam das Schiff als Mousel Nostalgie nach Remich in Luxemburg, 1997 als Nostalgie nach Berlin. Dort fuhr es zunächst für Dieter Hadynski. Im Jahr 2000 verzeichnete Dieter Schubert für die Nostalgie eine Länge von 22,6 Metern, eine Breite von 4,03 Metern und einen Tiefgang von 0,7 Metern. Das Schiff hatte damals eine 165-PS-Maschine und durfte 135 Fahrgäste befördern. Einige Jahre später ging das Schiff in den Besitz der Reederei Roderich Wolff über. Dieter und Helga Schubert gaben im Jahr 2007 noch dieselben Schiffsmaße an wie Schubert im Jahr 2000, notierten aber, dass das Schiff nun nur noch 45 Personen befördern durfte. Im Binnenschifferforum finden sich zur Nostalgie nahezu dieselben Angaben wie bei Schubert im Jahr 2000; der 165-PS-Motor des Schiffes stammt laut dieser Quelle von Mercedes-Benz.